# Palacio Chiericati
El palacio Chiericati es un palacio manierista situado en Vicenza, en el norte de Italia. Fue diseñado por Andrea Palladio.

## Historia
El palacio fue encargado a Andrea Palladio por el conde Girolamo Chiericati, de la familia Chiericati, una de las familias más influyentes de Vicenza durante el siglo XVI. El arquitecto comenzó las obras del edificio en 1550. El trabajo continuó gracias al patrocinio de Valerio Chiericati, hijo y heredero de Girolamo Chiericati. El palacio se terminó finalmente alrededor del año 1680, posiblemente por Carlo Borella.
El palacio se construyó en una zona llamada plaza dell'Isola ("Plaza de la Isla", actualmente Piazza Matteotti), que albergaba el mercado de madera y ganado. Antiguamente era un islote rodeado por los arroyos Retrone y Bacchiglione. Para proteger al palacio de las inundaciones Palladio lo construyó en una posición elevada, la entrada está situada al final de una escalera triple de estilo clásico.

## Detalles arquitectónicos
La fachada principal del palacio está compuesta por tres salientes. La fachada tiene dos filas de columnas superpuestas. Las columnas de abajo son toscanas y las de arriba jónicas. En los laterales de cada nivel se presentan arcos que producen galerías entre las columnas y la pared. El techo es casetonado y presenta estatuas en la parte superior.

## Conservación
Desde 1855 ha sido Museo Cívico (Museo de la Ciudad) y más recientemente, la galería de arte de la ciudad. Entre las obras más importantes Diana y Atteone (1725) por Giambattista Pittoni. Está protegido internacionalmente desde 1994, junto con los otros edificios de Palladio, como parte del Patrimonio de la Humanidad.